# Glaucopsyche morena
Glaucopsyche morena är en fjärilsart som beskrevs av Ramon Agenjo Cecilia 1967. Glaucopsyche morena ingår i släktet Glaucopsyche och familjen juvelvingar. Inga underarter finns listade i Catalogue of Life.